# Khadira euryzona
Khadira euryzona är en fjärilsart som beskrevs av George Francis Hampson 1926. Khadira euryzona ingår i släktet Khadira och familjen nattflyn. Inga underarter finns listade i Catalogue of Life.